# Europeiska inomhusspelen i friidrott 1966
De första europamästerskapen i friidrott inomhus genomfördes 1966 i Dortmund, Västtyskland. 1966 – 1969 gick tävlingarna under beteckningen Europeiska inomhusspelen, men från och med 1970 används begreppet Europamästerskapen i friidrott inomhus.

## Medaljörer, resultat

### Herrar
| Gren          | Guld                              | Guld   | Silver                             | Silver | Brons                          | Brons  |
| 60 meter      | Barry Kelly Storbritannien        | 6,6    | Heinz Erbstösser Östtyskland       | 6,6    | Viktor Kasatkin Sovjetunionen  | 6,6    |
| 400 meter     | Hartmut Koch Östtyskland          | 47,9   | Manfred Kinder Västtyskland        | 48,3   | Vasilij Anisimov Sovjetunionen | 49,0   |
| 800 meter     | Noel Carroll Irland               | 1.49,7 | Tomáš Jungwirth Tjeckoslovakien    | 1.50,8 | Herbert Missalla Västtyskland  | 1.51,2 |
| 1 500 meter   | John Whetton Storbritannien       | 3.43,8 | Oleg Rajko Sovjetunionen           | 3.46,7 | Ulf Högberg Sverige            | 3.47,2 |
| 3 000 meter   | Harald Norpoth Västtyskland       | 7.56,0 | Siegfried Herrmann Östtyskland     | 7.57,2 | István Kiss Ungern             | 8.05,0 |
| 60 meter häck | Eddy Ottoz Italien                | 7,7    | Mike Parker Storbritannien         | 7,8    | Hinrich John Västtyskland      | 7,9    |
| 4 x 320 meter | Västtyskland                      | 2.30,1 | Tjeckoslovakien                    | 2.31,0 | (Endast två lag startade)      |        |
| Höjdhopp      | Valerij Skvortsov Sovjetunionen   | 2,17   | Wolfgang Schillkowski Västtyskland | 2,11   | Kjell-Åke Nilsson Sverige      | 2,08   |
| Längdhopp     | Igor Ter-Ovanesian Sovjetunionen  | 8,23   | Armin Baumert Västtyskland         | 7,79   | Jochen Eigenherr Västtyskland  | 7,60   |
| Stavhopp      | Gennadij Bliznetsov Sovjetunionen | 4,90   | Rudolf Tomášek Tjeckoslovakien     | 4,80   | Reiner Liese Västtyskland      | 4,70   |
| Trestegshopp  | Serban Cicohina Rumänien          | 16,43  | Michael Sauer Västtyskland         | 16,35  | Petr Nemšovský Tjeckoslovakien | 16,28  |
| Kulstötning   | Vilmos Varjú Ungern               | 19,06  | Dieter Hoffmann Östtyskland        | 18,25  | Jiří Skobla Tjeckoslovakien    | 18,08  |

### Damer
| Gren          | Guld                               | Guld   | Silver                           | Silver | Brons                                           | Brons  |
| 60 meter      | Márgit Nemesházi Ungern            | 7,3    | Galina Mitrochina Sovjetunionen  | 7,3    | Mary Rand Storbritannien                        | 7,4    |
| 400 meter     | Helga Henning Västtyskland         | 56,9   | Libuše Macounová Tjeckoslovakien | 57,2   | Maeve Kyle Irland                               | 57,3   |
| 800 meter     | Zsuzsa Szabó-Nagy Ungern           | 2.07,9 | Karin Kessler Västtyskland       | 2.10,8 | Marie Ingrová Tjeckoslovakien                   | 2.11,6 |
| 60 meter häck | Irina Press Sovjetunionen          | 8,1    | Gundula Diel Östtyskland         | 8,1    | Inge Schnell Västtyskland                       | 8,4    |
| 4 x 200 meter | Västtyskland                       | 1.18,4 | Jugoslavien                      | 1.21,7 | Tjeckoslovakien                                 | 1.22,3 |
| Höjdhopp      | Iolanda Balaș Rumänien             | 1,76   | Olga Gere-Pulic Jugoslavien      | 1,73   | Ilia Hans Västtyskland Mary Rand Storbritannien | 1,65   |
| Längdhopp     | Tatjana Sjtjelkanova Sovjetunionen | 6,73   | Mary Rand Storbritannien         | 6,53   | Heide Rosendahl Västtyskland                    | 6,49   |
| Kulstötning   | Margitta Gummel Östtyskland        | 17,30  | Tamara Press Sovjetunionen       | 17,00  | Nadezjda Tjizjova Sovjetunionen                 | 16,95  |

## Medaljfördelning
| Medaljfördelning |                 |      |        |       |        |
| Plats            | Land            | Guld | Silver | Brons | Totalt |
| 1                | Sovjetunionen   | 5    | 3      | 3     | 11     |
| 2                | Västtyskland    | 4    | 5      | 7     | 16     |
| 3                | Ungern          | 3    | 0      | 1     | 4      |
| 4                | Östtyskland     | 2    | 4      | 0     | 6      |
| 5                | Storbritannien  | 2    | 2      | 2     | 6      |
| 6                | Rumänien        | 2    | 0      | 0     | 2      |
| 7                | Irland          | 1    | 0      | 1     | 2      |
| 8                | Italien         | 1    | 0      | 0     | 1      |
| 9                | Tjeckoslovakien | 0    | 4      | 4     | 8      |
| 10               | Jugoslavien     | 0    | 2      | 0     | 2      |
| 11               | Sverige         | 0    | 0      | 2     | 2      |